# Archiwum Osiatyńskiego
Archiwum im. Wiktora Osiatyńskiego – polski internetowy serwis informacyjny oraz opiniotwórczy o tematyce prawno-politycznej, specjalizujący się w analizach prawnych, tematyce praworządności, prawach człowieka, wolności obywatelskich, sytuacji Polski w Unii Europejskiej oraz demokratycznego państwa prawa.

## Szczegóły oraz historia
Projekt Archiwum Osiatyńskiego jest prowadzony przez Fundację Kontroli Obywatelskiej OKO, wydawcę serwisu OKO.press. Ufundowany został ze środków fundacji OKO oraz z grantu od Fundacji im. Stefana Batorego, który został przeznaczony na uruchomienie strony internetowej.
Stanowi przedsięwzięcie non-profit, utrzymujące się z dobrowolnych datków czytelników (brak komercyjnych reklam) oraz grantów od niezależnych organizacji pozarządowych.
Archiwum Osiatyńskiego zostało uruchomione w grudniu 2017.

## Działalność
Głównym zadaniem Archiwum jest dostarczanie opinii publicznej rzetelnej i sprawdzonej wiedzy prawniczej oraz wykorzystywanie potencjału środowisk prawników-praktyków i prawników-naukowców w debacie obywatelskiej. Ponadto gromadzi dokumenty oraz analizuje i zmiany w zakresie praworządności w Polsce.
Archiwum Osiatyńskiego buduje także społeczność ludzi zaangażowanych w budowanie państwa, w którym „władza działa w granicach prawa, dla dobra publicznego, przestrzegając praw i wolności obywatelskich oraz zobowiązań międzynarodowych”.

### Konferencje i debaty
Jednym z głównym działań inicjatywy pozostaje organizacja konferencji, w tym też Wykładu im. Wiktora Osiatyńskiego z intelektualistami – w 2018 głównym zaproszonym gościem był Jan-Werner Müller, zaś w 2019 Timothy Garton Ash. Archiwum przy organizacji wydarzeń współpracuje między innymi z Rzecznikiem Praw Obywatelskich.

### Rule of Law
Archiwum Osiatyńskiego prowadzi także anglojęzyczną witrynę o identycznej tematyce pod tytułem Rule of Law, która funkcjonuje od marca 2019.

### Alfabet Buntu
Od września 2018 w projekcie „Alfabet Buntu” prezentuje szczególnie istotne gesty protestu oraz sylwetki osób i inicjatyw społeczeństwa obywatelskiego. Do lutego 2020 roku opublikowano ponad 250 wpisów.

## Patron
Patronem Archiwum jest Wiktor Osiatyński – polski prawnik, pisarz, publicysta, nauczyciel akademicki i działacz społeczny. Specjalista w zakresie prawa konstytucyjnego, historii doktryn politycznych i prawnych oraz praw człowieka, autor m.in. książki „Prawa człowieka i ich granice”.

## Zespół redakcyjny
Prace projektu koordynuje Anna Wójcik, a w skład zespołu redakcyjnego wchodzą między innymi Piotr Pacewicz czy Rafał Zakrzewski.

## Rada Programowa
Rada Programowa Archiwum im. Wiktora Osiatyńskiego zrzesza prawników oraz osoby poświęcające się realizacji ideałów Archiwum. Do rady programowej w lutym 2020 należeli:
- Andrzej Bator
- Piotr Bogdanowicz
- Jacek Dubois
- Maria Ejchart-Dubois
- Monika Florczak-Wątor
- Małgorzata Fuszara
- Aleksandra Gliszczyńska-Grabias
- Barbara Grabowska-Moroz
- Sylwia Gregorczyk-Abram
- Maciej Gutowski
- Robert Grzeszczak
- Ireneusz Kamiński
- Krzysztof Izdebski
- Zdzisław Kędzia
- Maciej Kisilowski
- Tomasz Tadeusz Koncewicz
- Paulina Kieszkowska-Knapik
- Wojciech Kozłowski
- Ewa Łętowska
- Krystian Markiewicz
- Marcin Matczak
- Justyna Metelska
- Draginja Nadażdin
- Mikołaj Pietrzak
- Adam Ploszka
- Ryszard Piotrowski
- Danuta Przywara
- Wojciech Sadurski
- Jerzy Stępień
- Krzysztof Stępiński
- Adam Strzembosz
- Katarzyna Szymielewicz
- Maciej Taborowski
- Tomasz Wardyński
- Roman Wieruszewski
- Mirosław Wyrzykowski
- Jerzy Zajadło
- Eleonora Zielińska